# Chula Vista (contea di Zavala)
Chula Vista è un census-designated place (CDP) degli Stati Uniti d'America della contea di Zavala nello Stato del Texas. La popolazione era di 450 abitanti al censimento del 2010. Prima del censimento del 2010, il CDP era noto come Chula Vista-River Spur.

## Geografia fisica
Secondo lo United States Census Bureau, il CDP ha una superficie totale di 1,39 km², dei quali 1,37 km² di territorio e 0,02 km² di acque interne (1,31% del totale).

## Società

### Evoluzione demografica
Secondo il censimento del 2010, la popolazione era di 450 abitanti.

### Etnie e minoranze straniere
Secondo il censimento del 2010, la composizione etnica del CDP era formata dall'87,33% di bianchi, lo 0% di afroamericani, lo 0% di nativi americani, lo 0% di asiatici, lo 0% di oceanici, il 10,67% di altre razze, e il 2% di due o più etnie. Ispanici o latinos di qualunque razza erano il 98,22% della popolazione.